# جی ماینر
جی ماینر (انگلیسی: Jay Miner; ۳۱ مهٔ ۱۹۳۲ – ۲۰ ژوئن ۱۹۹۴) مخترع، دانشمند رایانه، کارآفرین و بازرگان اهل ایالات متحده آمریکا بود، که در سال ۱۹۸۲ شرکت آمیگا کورپوریشن را تأسیس کرد.